# 馬場下町
馬場下町（ばばしたちょう）は、東京都新宿区の町名。丁目の設定がない単独町名である。住居表示未実施。

## 地理
新宿区の北部に位置する。町域北部は、戸塚町一丁目に接する。町域北東部・東部は、早稲田町に接する。南東部は、喜久井町に接する。南西部は戸山に接する。西部は、西早稲田に接する（地名はいずれも新宿区）。早稲田駅の出口の西側の一角に当たる。早稲田通り沿いなどには商店やビルが立ち並んでおり、付近は早稲田大学への通学者等で人通りが多い。道路から離れると住宅が見られる。
早稲田通りが通っている。また町域内にある早稲田通りとの交差点である馬場下町交差点（旧・穴八幡交差点）を始点として諏訪通りが西へ向かって伸びている。同じく町域内にある早稲田通りとの交差点である早稲田駅前交差点を始点として夏目坂通りが南に向かって伸びている。

## 歴史
町の位置が「高田の馬場」から下る八幡坂の下にあったことによる。
牛込村。正保二年 (1645) 蔭涼山済松寺領となったが、延享二年 (1745) 町奉行支配となり牛込馬場下横町を称した。明治2年正覚寺門前を、同5年南側の士宅を、同13年下戸塚村658～677番地を併合し、同44年から牛込の冠称を外して今日に至っている。

## 世帯数と人口
2025年（令和7年）3月1日現在（新宿区発表）の世帯数と人口は以下の通りである。
- 世帯数 : 314世帯
- 人口 : 485人

### 人口の変遷
国勢調査による人口の推移。
| 年                 | 人口 |
| ------------------ | ---- |
| 1995年（平成7年）  | 660  |
| 2000年（平成12年） | 609  |
| 2005年（平成17年） | 533  |
| 2010年（平成22年） | 516  |
| 2015年（平成27年） | 467  |
| 2020年（令和2年）  | 489  |

### 世帯数の変遷
国勢調査による世帯数の推移。
| 年                 | 世帯数 |
| ------------------ | ------ |
| 1995年（平成7年）  | 330    |
| 2000年（平成12年） | 346    |
| 2005年（平成17年） | 298    |
| 2010年（平成22年） | 302    |
| 2015年（平成27年） | 298    |
| 2020年（令和2年）  | 330    |

## 学区
区立小・中学校に通う場合、学区は以下の通りとなる（2018年8月時点）。
- 区域 : 全域
  - 小学校 : 新宿区立早稲田小学校
  - 中学校 : 新宿区立牛込第二中学校

## 交通

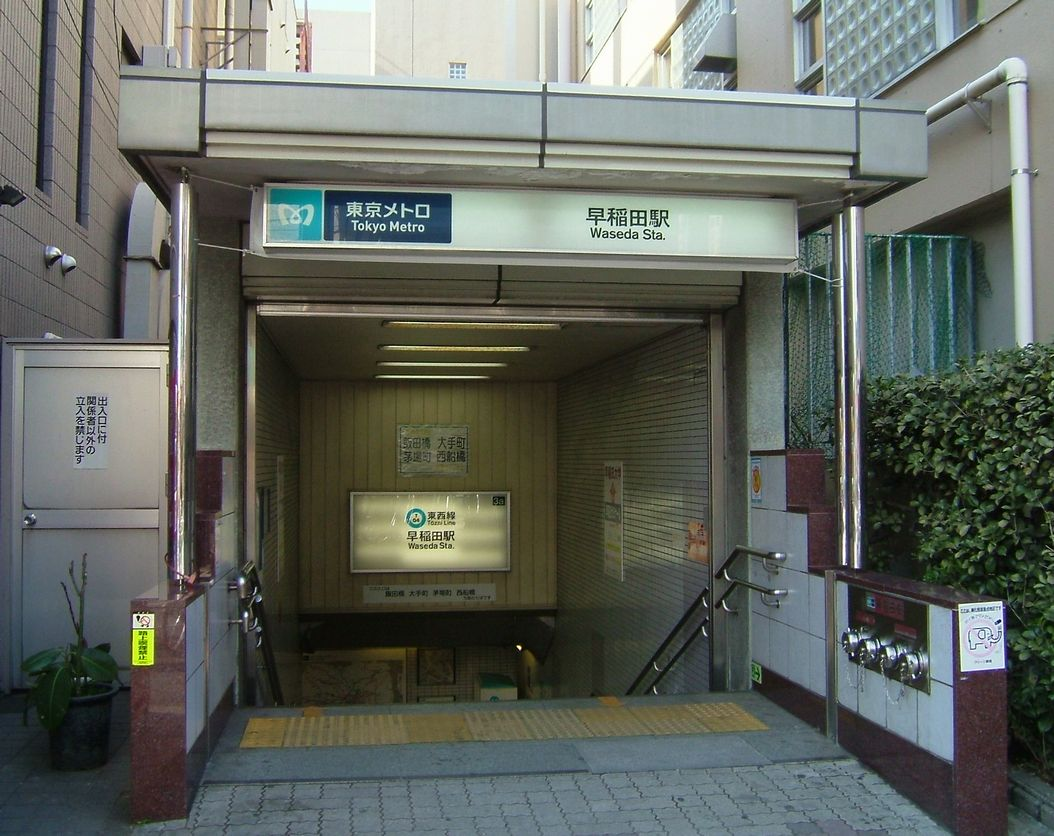
東京地下鉄早稲田駅

早稲田通り下に東京メトロ東西線の早稲田駅がある。早稲田通り沿いなどにバスの便もある。

## 事業所
2021年（令和3年）現在の経済センサス調査による事業所数と従業員数は以下の通りである。
- 事業所数 : 105事業所
- 従業員数 : 1,349人

### 事業者数の変遷
経済センサスによる事業所数の推移。
| 年                 | 事業者数 |
| ------------------ | -------- |
| 2016年（平成28年） | 125      |
| 2021年（令和3年）  | 105      |

### 従業員数の変遷
経済センサスによる従業員数の推移。
| 年                 | 従業員数 |
| ------------------ | -------- |
| 2016年（平成28年） | 1,738    |
| 2021年（令和3年）  | 1,349    |

## 施設
- 新宿馬場下郵便局
- 早稲田中学校・高等学校

## その他

### 日本郵便
- 郵便番号 : 162-0045[3]（集配局 : 牛込郵便局[15]）。